# Damien Leyrolles
Damien Leyrolles, 25 septembre 1969 à Decazeville est un entraîneur français de basket-ball, vainqueur de la Coupe Ronchetti en 1996 avec Tarbes.

## Biographie
Né le 25 septembre 1969 à Decazeville (Aveyron), il commence le basket à l'âge de 8 ans à Paris, où ses parents avaient été mutés. Quelques années plus tard, il obtient des sélections départementales et régionales en Midi-Pyrénées, où ses parents sont retournés. En senior, il joue en Nationale 3 avec le TOAC comme meneur de jeu tout en poursuivant ses études de Mathématiques Appliquées aux Sciences Sociales. Après son service militaire, il passe un concours de la fonction publique et entre à la mairie de Toulouse comme technicien territorial
Depuis toujours intéressé par l'entraînement, il gère des équipes de jeunes, avant de devenir assistant du club féminine de l'ASPTT Toulouse alors en Nationale 1B. Deux ans plus tard, il dirige le club masculin de Toulouse en Pro B. Il jouer à St Lys en Promotion d'Excellence. En 1995, devient assistant de Jean-Pierre Siutat à Tarbes Gespe Bigorre en LFB et entraîneur des Espoirs. Là, en cours de saison, il doit pallier la démission de Jean-Pierre Siutat et il mène le club tarbais à la conquête de la Coupe Ronchetti contre Alcamo à l'âge de 26 ans: « [La Coupe Ronchetti] était une super expérience, parce quand je suis arrivé, je n'étais pas le coach de cette équipe. C'était Jean-Pierre, qui par la suite a démissionné de ses fonctions. J'ai repris sa suite un peu contraint et forcé, mais j'ai relevé ce challenge qui était une expérience pour moi et ça s'est bien passé, parce que le groupe a bien adhéré. Ma satisfaction, au début, était de mettre le pied à l'étrier et de pouvoir coacher. J'y ai pris plaisir et quand on a les résultats en plus à la sortie, on ne peut être que satisfait. » Il retourne diriger l'équipe masculine de Toulouse, qui accède à la Pro A, comme assistant de Laurent Buffard, qu'il suivra ensuite en LFB à Valenciennes.
En 2013-2014, il est assistant de Rémi Giuitta à Fos-sur-Mer. En difficulté avec deux victoires en 15 journées, le club d'Aix Maurienne se sépare de lui en janvier 2015.

## Clubs
- 1995-1996 :  Tarbes Gespe Bigorre
- 1996-1999 :  Toulouse Métropole Basket
- 1999-2000 :  USVO
- 2000-2003 :  Tarbes Gespe Bigorre
- 2003-2005 :  Hermine de Nantes
- 2005-2013 :  Fribourg Olympic
- 2013-2014 :  Fos-sur-Mer
- 2014-2015 :  Aix Maurienne Savoie Basket
- 2016-2017- :  Elfic Fribourg Basket
- 2017- :  Académie Fribourg
- 2023- : Entraîneur Espoirs Pau-Lacq-Orthez (Prob)

Depuis 2016, il est également entraîneur de l'équipe nationale suisse.

## Palmarès
- Coupe Ronchetti 1996